# Anthony Rudd

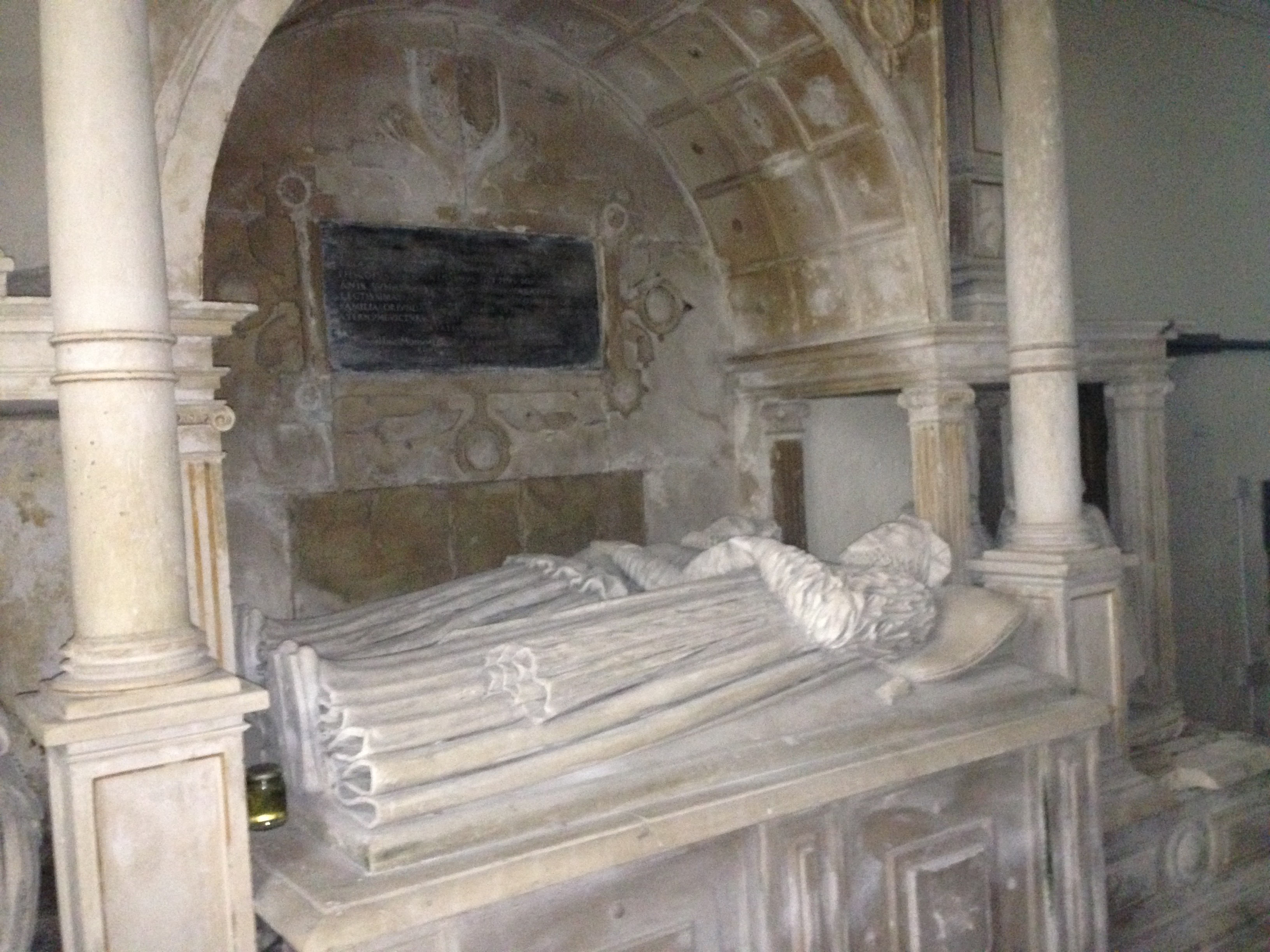
Grab von Anthony Rudd in der Kirche von Llangathen

Anthony Rudd (* zwischen 1548 und 9. Juni 1549; † 7. März 1615) war ein englischer Geistlicher. Ab 1594 war er anglikanischer Bischof von St Davids.

## Herkunft und Ausbildung
Rudd entstammte aus einfachen Verhältnissen und wurde vor dem 9. Juni 1549 in Yorkshire geboren. Sein Vater Robert Rudd war wohlhabend genug, um ihm ein Studium am Trinity College in Cambridge zu ermöglichen. 1566 oder 1567 machte er einen Abschluss als Bachelor und 1570 als Master. Dazu wurde er Fellow des College. 1577 erwarb er den Grad eines Bachelor of Theology, mit diesem Grad wechselte er im selben Jahr an die Universität Oxford. Wieder in Cambridge erwarb er 1583 den Titel eines Doktors der Theologie.

## Aufstieg als Geistlicher

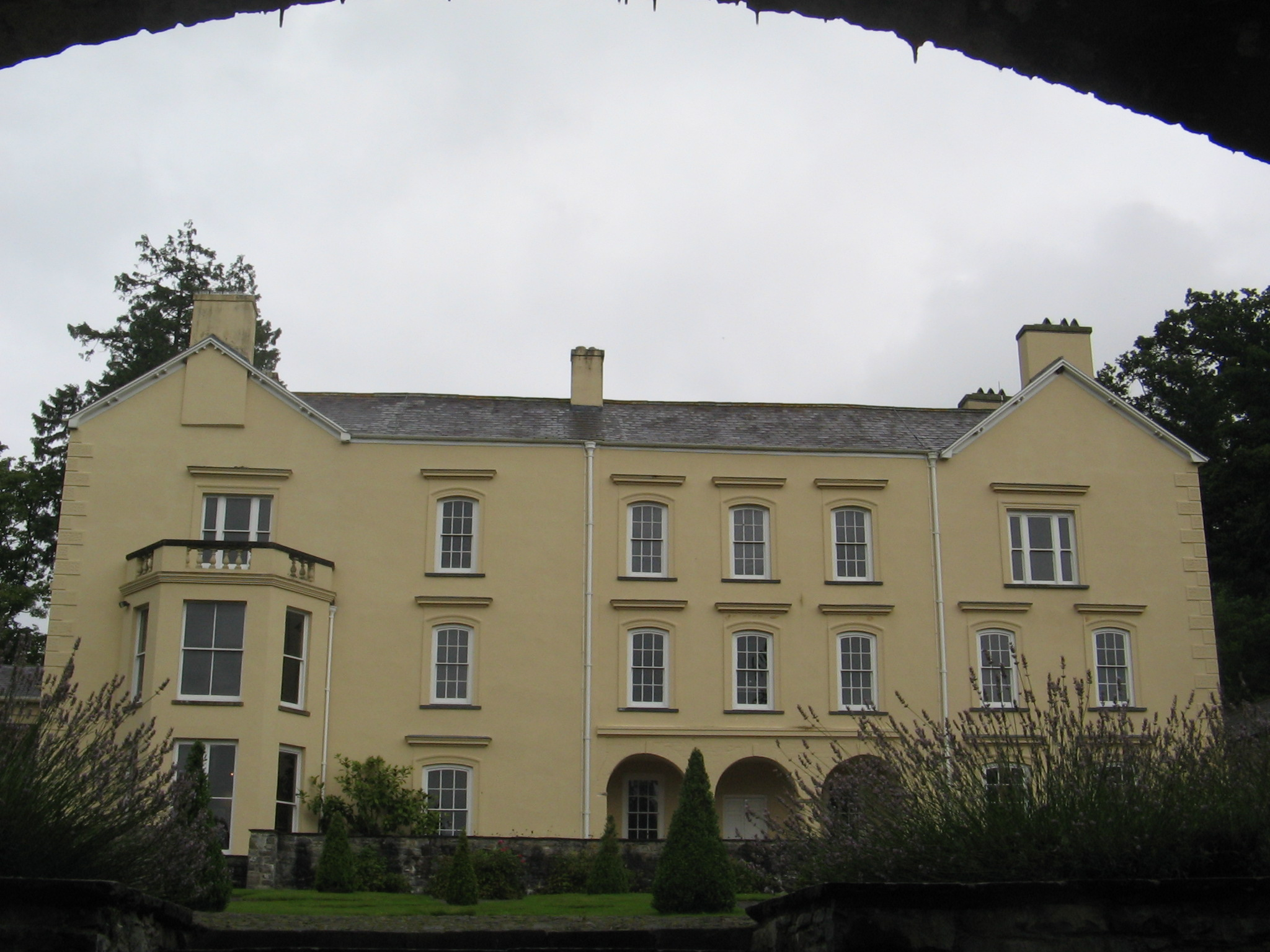
Das unter Anthony Rudd neu erbaute Aberglasney House

Als Geistlicher wurde Rudd nach kurzem Dienst in Shudy Camps in Cambridgeshire 1579 Rektor von Stathern in Leicestershire, bis er am 10. Januar 1584 Dekan von Gloucester wurde. Dieses Amt behielt er bis 1594, als er zum Bischof der walisischen Diözese St Davids ernannt wurde. Am 9. Juni 1594 wurde er von Erzbischof Whitgift in Lambeth zum Bischof geweiht, und am 24. Juli trat er sein Amt in St Davids an. Rhudd galt als hervorragender Prediger. Mehrere seiner Predigten wurden gedruckt, und seine Predigten gefielen Königin Elisabeth I. so gut, dass sie Erzbischof Whitgift anwies, dass Rhudd sein Nachfolger sein solle. Als Rudd jedoch 1596 wieder vor der Königin predigen sollte, kam es zum Eklat. Der gekränkte Whitgift, der seinen designierten Nachfolger nicht weiter fördern wollte, riet Rhudd zu einer einfachen Predigt, die die Königin leicht verstehen konnte. Rudd wählte Vers 12 aus Psalm 90, wobei er das Alter und die Alterserscheinungen des Körpers ansprach. Die eitle Königin bezog diesen Text auf sich und wies Rudd beleidigt zurecht, dass er seine Predigt auf sich selbst beziehen solle. Zwar durfte Rudd vor Elisabeths Nachfolger Jakob weitere Predigten halten, doch seine Hoffnungen auf eine Nachfolge Whitgifts als Erzbischof von Canterbury erfüllten sich nicht.

## Bischof von St Davids
Als Bischof von St Davids verwaltete Rudd seine Diözese gewissenhaft, und wegen seiner Gelehrtheit genoss er in Wales hohes Ansehen. 1604 nahm er an der Hampton Court Conference teil. Auf dieser Synode der anglikanischen Kirche im königlichen Palast Hampton Court zeigte er Sympathien für die Ansichten des Puritaners John Rainolds. Den in der Versammlung geforderten Eid gegen Simonie lehnte er ab, da seiner Ansicht auch der König diesen leisten müsse. Später informierte er gelegentlich die Regierung über katholische Rekusanten in seiner Diözese. 
Da der Bischofspalast von St Davids halb zerfallen war, erwarb er stattdessen Aberglasney House in Carmarthenshire, das er zu seiner Residenz ausbaute. Daneben ließ er jedoch auch die Bischofspaläste von St Davids und von Abergwili renovieren. Dazu pachtete er von der Krone Ländereien des aufgelösten Priorats von Carmarthen und anderen Grundbesitz, so dass er einen stattlichen Landbesitz in Wales aufbaute. In seinem am 25. Januar 1615 datierten Testament machte er zahlreiche wohltätige Zuwendungen. Rudd wurde in der unweit von Aberglasney gelegenen Pfarrkirche St Cathen von Llangathen beigesetzt.

## Familie und Nachkommen
Rudd hatte Anne Dalton geheiratet, die ihn überlebte und mit der er drei Söhne hatte:
- Sir Rice (auch Richard) Rudd, 1. Baronet († 1664);
- Anthony Rudd;
- Robert Rudd.

Seinen Grundbesitz und Aberglasney House erbte sein ältester Sohn Rice Rudd.

## Werke (Auswahl)
- A sermon preached at Richmond before Queene Elizabeth of famous memorie, vpon the 28. of March, 1596. London 1603
- A sermon preached at Greenwich before the Kings Maiestie vpon Tuesday in VVhitson weeke being the 14. of Iune. 1603. London 1603
- A Sermon preached at the court at White Hall before the Kings Maiesty, vpon Sunday being the 13. of May 1604. London 1604
- A sermon preached before the Kings Maiestie at White-Hall vpon the ninth of Februarie. 1605. London 1606